# Pierre d'Ailly
Pour les articles homonymes, voir Ailly (homonymie).
Pierre d'Ailly (en latin : Petrus de Alliaco ou Petrus Aliacensis), né à Compiègne en 1351 et mort à Avignon le 9 août 1420, est un cardinal français fort influent de son temps et un auteur universitaire prolifique.
Il laisse plus de 170 ouvrages ou opuscules. Il  exerce de son vivant une grande influence en philosophie, théologie, cosmographie, astronomie et astrologie, mais il sera par la suite éclipsé par son disciple, Jean Gerson.

## L'universitaire
Né en 1350 dans une famille bourgeoise aisée de Compiègne (son père était un boucher prospère), Pierre d’Ailly fit ses études à l'université de Paris en étant boursier au Collège de Navarre à partir de 1364. Il était bachelier quand éclata le Grand Schisme, en 1378. Dès le début du schisme, Pierre d’Ailly se fit connaître par sa Lettre du démon Léviathan, qui réclamait la convocation d’un concile général pour mettre fin au schisme.
Docteur en théologie en 1381, grand maître du collège de Navarre en 1384 puis aumônier du roi Charles VI, il devint un personnage influent. Pour s’en faire un allié, Clément VII le nomma Chancelier de l'Université de Paris en 1389. Il fut alors le maître de Jean de Gerson qui sera son disciple préféré et deviendra son ami et successeur en tant que chancelier de l’université.

## Le prélat

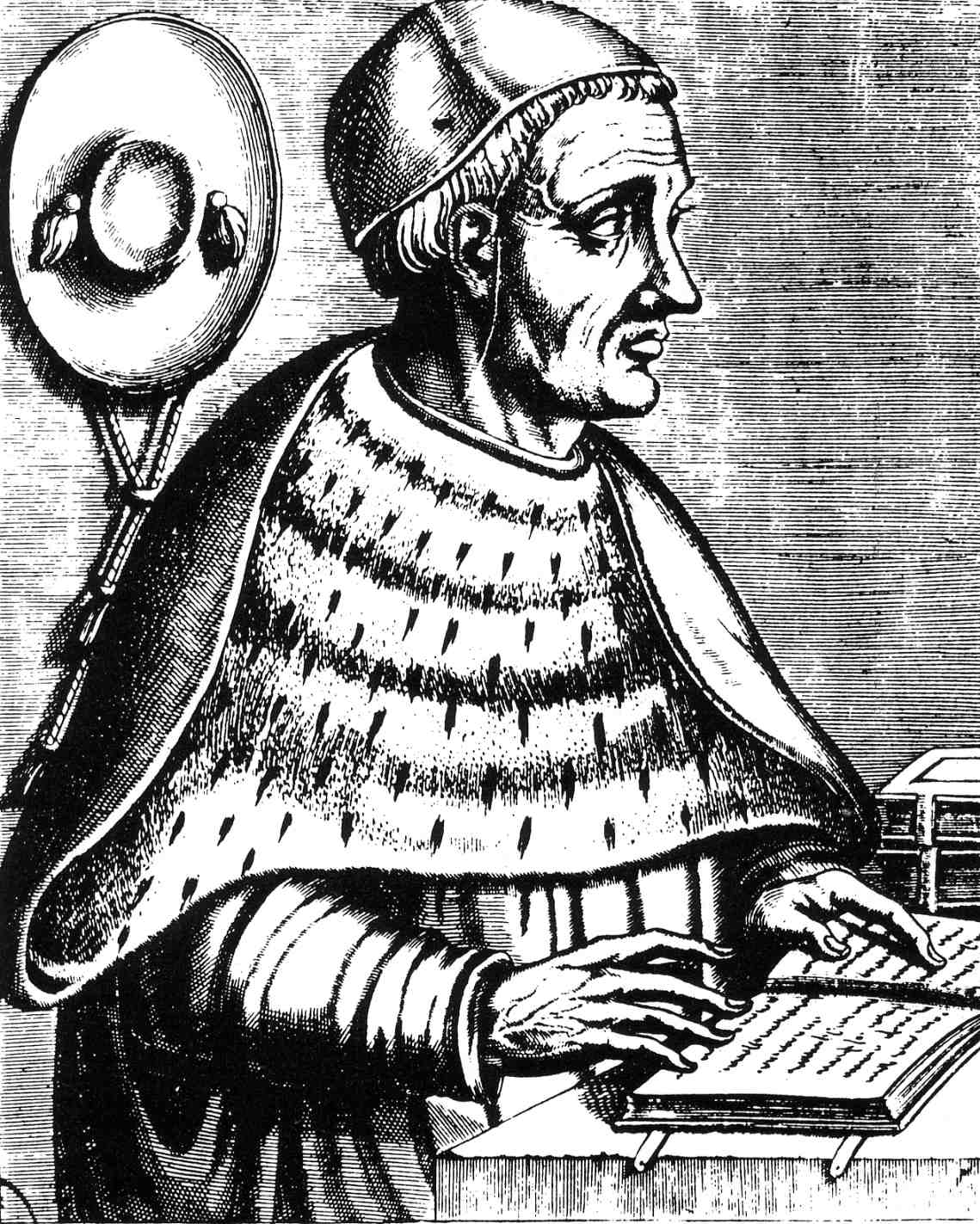
Cardinal Pierre d'Ailly

Ayant pris le parti de l'antipape d’Avignon Benoît XIII (dans le contexte du Grand Schisme d'Occident), ce dernier le nomma évêque du Puy (1395) avant de le transférer à Noyon (1396) puis à Cambrai (1397). Intervenant dans le conflit entre les Bourguignons et les Armagnacs, il s’attira l’hostilité des premiers qui lui interdirent l’accès de la capitale lorsqu’ils s’en emparèrent (en la dévastant) en 1418.
Nommé cardinal au titre de San Crisogono le 6 juin 1411 par l’antipape Jean XXIII, (mais créé officiellement cardinal le 19 décembre 1412), puis légat pontifical en Allemagne (1413), il n’hésita cependant pas à abandonner son protecteur lors du concile de Constance (1414-1418) au cours duquel il joue un rôle capital en favorisant la nomination de Martin V (qui rétablit l’unité de l’Église) et en obtenant la condamnation au bûcher de Jean Hus (dont la doctrine lui semble menacer autant l’Église que la société civile). En 1418, le nouveau pape l’envoie en Avignon pour y être légat pontifical. Il y meurt le 9 août 1420.
Pierre d’Ailly cumule au cours de sa vie un nombre important de charges ecclésiastiques. Il obtient de Benoît XIII le droit de cumuler les bénéfices qu’il avait déjà et ceux qu’il pourrait avoir, et il tient jusqu’à quatorze bénéfices à la fois. Il est, successivement ou simultanément, chanoine de Soissons, chanoine de Noyon, chantre de Noyon, chancelier de l’Université de Paris, chanoine de Saint-Clément de Compiègne, chanoine de Rouen, chanoine de Bayeux, chantre de Rouen, trésorier de Noyon, trésorier de la Sainte-Chapelle de Paris, évêque du Puy-en-Velay, évêque de Noyon[réf. nécessaire], évêque de Cambrai, évêque de Limoges, évêque d'Orange et chanoine de Cambrai. Pierre d’Ailly tient en outre deux bénéfices en Lorraine : il est de 1413 à 1420 chanoine et archidiacre de Port dans l’église de Toul, et de 1414 à 1417 grand prévôt de la collégiale de Saint-Dié à Saint-Dié-des-Vosges.

## Œuvre

### Sa doctrine

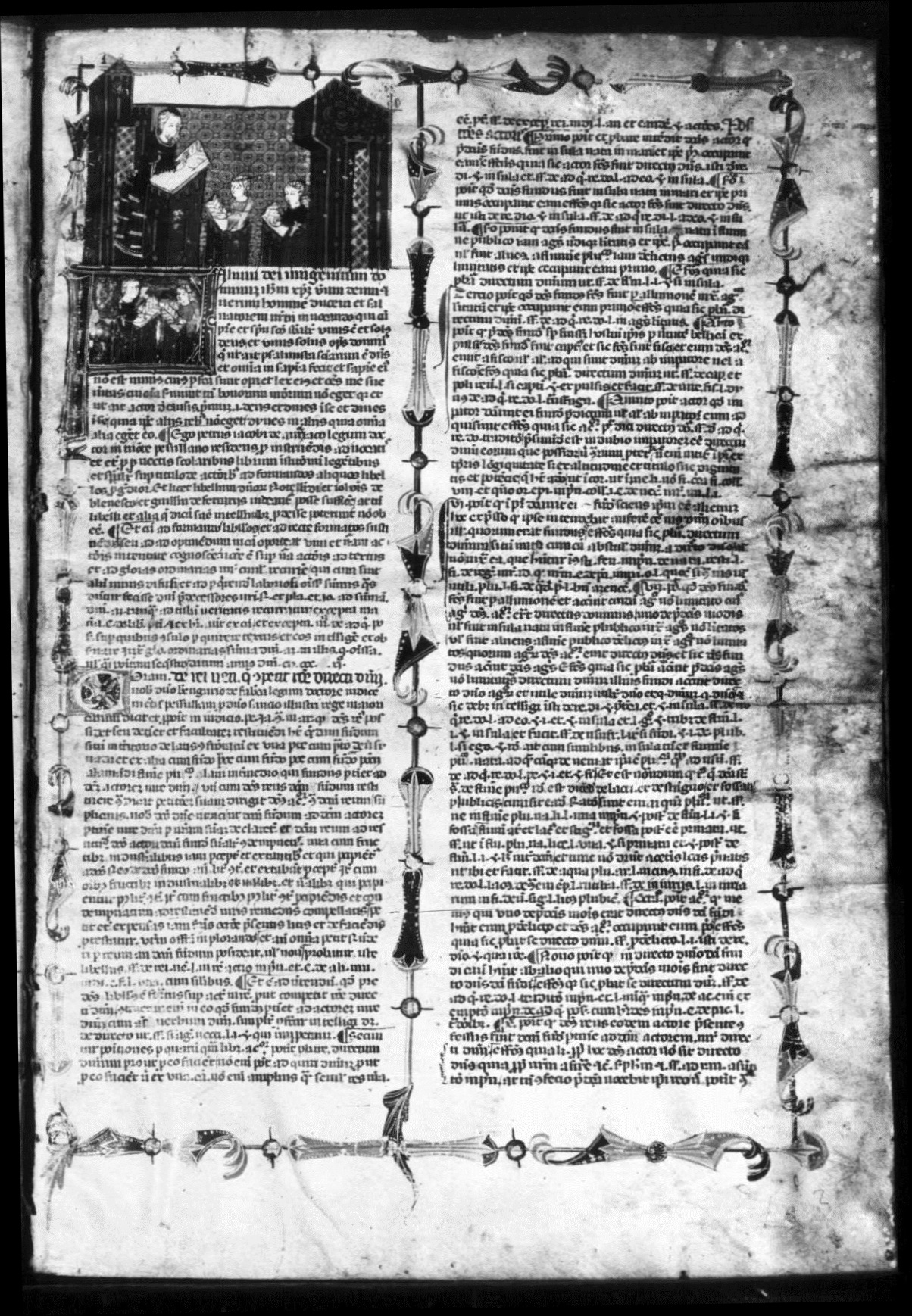
Lectura ad formandos libellos, manuscrit. Toledo, Biblioteca de la Catedral de Toledo.

Si l’importance de Pierre d’Ailly est incontestable dans l’histoire de son siècle, elle l’est peut-être un peu moins dans celle de la philosophie (ce constat n’est sans doute pas définitif, car son œuvre énorme n'est encore que partiellement éditée et donc mal connue). Écrivain infatigable, on ne lui attribue pas moins de 174 œuvres (livres, traités, lettres, sermons, couvrant une grande variété de sujets).
Sur le plan philosophique et théologique, Pierre d’Ailly est un représentant du nominalisme ockhamiste de l’Université de Paris du XIVe siècle. Son ouvrage le plus intéressant dans ce domaine est son commentaire des Sentences de Pierre Lombard (Quæstiones super Sententias) dans lequel il soumet les dogmes de la foi à une analyse logique, en s’appuyant notamment sur ses prédécesseurs Guillaume d’Ockham, Jean de Mirecourt et Grégoire de Rimini. Il y reprend la distinction entre la puissance absolue de Dieu (uniquement limitée par le principe de non-contradiction) et sa puissance ordonnée (conforme à l’ordre du monde voulu par Lui). Aussi y a-t-il des évidences absolues, qui sont en petit nombre, et des évidences conditionnées, qui sont toujours soumises à la possible intervention de la puissance divine absolue.
Le 1er mars 1474, par l'édit de Senlis, Louis XI interdit l'enseignement des « rénovateurs » : « Guillaume d'Ockham, Jean de Mirecourt, Grégoire de Rimini, Jean Buridan, Pierre d'Ailly, Marsile d'Inghen, Adam Dorp, Albert de Saxe et leurs semblables (les autres Nominaux) ». L'interdiction de lire « tous les livres des Nominaux » fut levée par Louis XI en avril 1481. Il semble que la crainte portait sur « l'erreur » de disciples de Guillaume d'Ockham jugeant que « la vérité d'une proposition doit être jugée sur le seul critère du sens littéral des mots », ce qui met en péril les propositions de la Bible ou des autorités.
Parmi les œuvres philosophiques de Pierre d’Ailly, citons encore le Tractatus de anima. Cependant, la plus grande partie de ses écrits est relative au Grand Schisme et à la réforme de l’Église (comme le Tractatus de materia concilii generatis et le Tractatus de reformatione Ecclesiæ, etc.). Il s’y montre partisan de la primauté du concile sur le pape.

### Le vulgarisateur scientifique
Pierre d’Ailly est aussi l’auteur de plusieurs écrits de vulgarisation scientifique (essentiellement de cosmographie), parmi lesquels son célèbre ouvrage géographique et encyclopédique (dans la tradition de ceux d’Honorius Augustodunensis et de Gossuin de Metz), l’Imago Mundi , ou Ymago mundi (une collection de traités scientifiques, dont le premier porte ce titre, vers 1410), célèbre en raison du rôle qu'il a joué dans la découverte des Indes occidentales : Christophe Colomb en possédait en effet un exemplaire qu’il annota consciencieusement. Le huitième chapitre de l’Imago Mundi, qui insiste sur l’étroitesse de l’océan atlantique, semble avoir particulièrement marqué Christophe Colomb et l’avoir fortifié dans son dessein.

### Astrologie et Astronomie

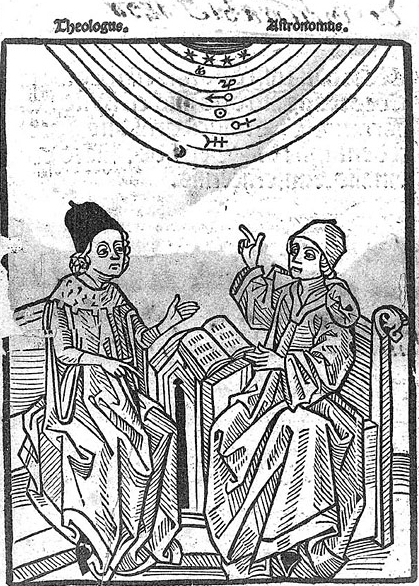
Pierre d'Ailly, dit Petrus de Alliaco

Il importe ici de préciser que, pour le cardinal, astrologia désigne – presque systématiquement – l'astronomie, et réciproquement astronomia l'astrologie. Il renverse en quelque sorte la distinction opérée par Isidore de Séville, chez qui astronomia concerne les mouvements célestes et astrologia leurs influences ou des prédictions, comme on le fait actuellement. D’autre part, à la différence de son maître Nicole Oresme et de son élève Jean Gerson, Pierre d’Ailly était persuadé de l’influence astrale sur le cours des évènements. Il s’appuya sur la théorie des grandes conjonctions pour montrer l’accord entre l’astrologie et l’histoire, d’une part, et entre l’astrologie et la théologie, d’autre part. Son Tractatus de concordantia theologie et astronomie, connu aussi comme Vigintiloquium (un traité composé de 20 arguments) ou Concordantia astronomie cum theologie, composé à Toul en 1414, traite ainsi des rapports entre l’astrologie et la théologie.
L’interprétation de certains passages de ses écrits astrologiques valurent à Pierre d’Ailly d’être présenté par certains auteurs comme ayant annoncé la Réforme luthérienne ou la Révolution française.
Dans le débat de son temps sur l’astrologie, Pierre d'Ailly tient une position nuancée. Il estime que l’influence des astres n’est pas incompatible avec le libre arbitre des hommes et la toute-puissance de Dieu. Dans son De concordia astronomice veritatis et narrationis historice, ou Concordantia astronomie cum hystorica narratione, le cardinal étudie la concordance des mouvements des astres avec le déroulement de l’histoire. Il s’attache en particulier à Saturne, Jupiter et Mars. La conjonction de ces trois planètes est extrêmement rare ; elle se produisit en 1346, précédant de peu la peste qui s’abattit sur l’Occident, tuant un tiers de la population. Quant à la conjonction de Saturne et de Jupiter dans le signe du Bélier, elle a lieu tous les neuf cent soixante ans. Pierre d’Ailly écrit qu’elle se produira vers 1693. Le cycle le plus court est celui de la révolution de Saturne, qui dure trente ans ; Pierre d’Ailly fait correspondre en particulier le cycle de dix révolutions de Saturne, soit trois cents ans, avec de grands événements, en 889 et 1189. Il annonce de grands changements pour 1489, et il note pour 1789 : « Si le monde dure encore jusqu’à cette année-là, ce que Dieu seul sait, il y aura alors de grands, nombreux et étonnants changements dans le monde, principalement dans la loi et la religion […] Peut-être que l’Antéchrist viendra à ce moment-là, avec sa loi et doctrine détestable, en tout contraire à la loi du Christ. En effet, même si l’homme ne peut connaître avec certitude le moment précis de sa venue, comme nous l’avons dit par ailleurs, l’astronomie peut permettre cependant, sans donner de date exacte, de conjecturer avec vraisemblance qu’il viendra vers cette époque ».

### Projet de réforme du calendrier
Pierre d'Ailly s’intéressa aussi à la réforme du calendrier julien. Il proposa au concile de Constance (1414-1418) en mars 1417 un projet de réforme du calendrier, dont le texte, qu'il lut publiquement en l'église Saint-Paul, a comme titre Exhortatio ad concilium generale (Constantiense) super kalendarii correctione, connu comme Exhortatio super kalendarii correctione, ou Exhortatio de kalendarii correctione ou, brièvement, De correctione calendarii (projet de texte daté du 6 juin 1411, le jour où d'Ailly fut créé cardinal par l'antipape d'Avignon Jean XXIII auquel il offrit son traité, en espérant que sa réforme soit adoptée lors du prochain concile, puis version mise au nette vers 1413-14), pour supprimer le décalage entre l’année civile et l’année astronomique, mais ce texte ne sera pas adopté, l’Église ayant alors d’autres soucis urgents et la réforme du calendrier ne serait adoptée qu’en 1582 par le pape Grégoire XIII. Dans son traité figure le souhait d'une adéquation entre vérité ou justesse astronomique et vérité divine révélée. Il y relève les trois principales erreurs existantes, celles concernant la durée de l'année solaire, les dates des équinoxes et des solstices (l'équinoxe de printemps de 1411 tombe déjà le 12 mars au lieu du 21 mars), ainsi que le décalage allant jusqu'à trois ou quatre jours entre les lunaisons astronomiques vraies et celles fixées par le nombre d'or dans son cycle de dix-neuf ans.
On possède encore de lui des lettres, des sermons (en latin et en français), ainsi que quelques œuvres poétiques en français.

## Postérité
Un lycée de Compiègne porte son nom.

### Œuvres
- Quaestiones super libros Sententiarum (Commentaire sur les Sentences, 1376-1377), Minerva, Francfort-sur-le-Main, 1968 (réimpression anastatique de l'édition de 1490). Commentaire des Sentences de Pierre Lombard, défense du nominalisme dans la querelle des universaux.
- Petrus de Alliaco Questiones super primum, tertium et quartum librum Sententiarum. I: Principia et questio circa Prologum, cura et studio Monica Brinzei, Turnhout: Brepols, 2013.
- trilogie sur la concordance de l'astronomie, de la théologie et de l'histoire
  - Vigintiloquium de concordia astronomice veritatis cum theologia. Tractatus de concordantia theologie et astronomie (Traité de la concordance de la théologie avec l'astronomie) (1414). Astrologie. Texte latin en ligne 
  - De concordia astronomice veritatis et narrationis historice (De l'accord de la vérité de l'astronomie avec la narration de l'histoire) (1414). Astrologie, théorie des cycles. Texte latin en ligne 
  - Elucidarium astronomice concordie cum theologia et hystorica veritate
- Destructiones modorum significandi, Paris 1495, éd. L. Kaczmarek, dans Destructiones modorum significandi und ihre Destruktionen, Amsterdam, 1994.
- Tractatus exponibilium, Paris 1494.
- Conceptus et insolubilia Paris, c. 1495.
- Concepts and Insolubles: An Annotated Translation, éd. Paul Vincent Spade, Dordrecht, 1980.
- Imago mundi (Image du Monde) (1410), texte latin et trad. fr. : 4 traités cosmographiques, Maisonneuve Frères, 1930, 3 t. Trad. : Ymago mundi de Pierre d'Ailly. Texte latin et traduction française des quatre traités cosmographiques de Pierre d'Ailly et des notes marginales de Christophe Colomb, trad. E. Buron, Paris, Maisonneuve, 3 vol., 1930. Recueil de textes géographiques, qui inspira Christophe Colomb.
- Tractatus de anima (Traité de l'âme), éd. O. Pluta, Die philosophische Psychologie des Peter von Ailly, Amsterdam, 1987.
- Tractatus super De consolatione philosophiae (Traité sur La consolation de la philosophie, de Boèce), éd. M. Chappuis, Amsterdam, 1988.
- Tractatus de figura inceptionis mundi et conjunctionibus mediis sequentibus
- Exhortatio super kalendarii correctione (1411)
- Les traités sur les Concordantiae astronomiae cum theologia necnon historicae veritatis narratione (1414, imprimés à Augsburg en 1490) sont traduits en français.

### Études
- J.-Ph. Begne, « Exégèse et astrologie : à propos d’un ouvrage inédit de Pierre d’Ailly » dans Revue des sciences ecclésiastiques, no 92, 1905, p. 445-460 et 494-508 ; tiré à part, Lille, 1906.
- Ch. M. Bellitto, ‘Per viam rationis … per legem vite. Pierre d’Ailly and the Last of the Fathers’, Cistercian Studies Quarterly, 44 (2009), p. 65-76.
- Edmond Buron, YMAGO MUNDI de Pierre d’Ailly, Cardinal de Cambrai et Chancelier de l’Université de Paris (1350-1420). Texte latin et traduction française des quatre traités cosmographiques de d’AILLY et des notes marginales de CHRISTOPHE COLOMB. Étude sur les sources de l’auteur, Librairie orientale et américaine. Maisonneuve Frères, Éditeurs, Paris, 1930, 3 vol.
- Monica Brinzei [Calma], Pierre d'Ailly : Le commentaire sur les Sentences, in: Bulletin de philosophie médiévale, no 49 (2007) p. 139-194 ; Lire en ligne
- Monica  Brinzei [Calma], La connaissance philosophique de la Trinité selon Pierre d’Ailly et la fortune médiévale de la proposition Monas genuit monadem, Przeglad Tomistyczny 15 (2009), p. 121-147.
- Marguerite Chappuis, Le traité de Pierre d'Ailly sur la Consolation de Boèce, Qu. 1. Amsterdam: Grüner, 1993 (= Bochumer Studien zur Philosophie, 20)
- A. Dinaux, Notice historique et littéraire sur le cardinal Pierre d’Ailly, évêque de Cambrai au XVe siècle, Cambrai, 1824.
- Klaus D. Dutz et Peter Schmitter (éd.): Fallstudien zur Historiographie der Linguistik: Heraklit, d'Ailly und Leibniz. 2., durchges. Aufl. Münster: Inst. für Allg. Sprachwiss., 1985.  (ISBN 3-89083-502-3)
- P.-N. Grenier, « Pierre d’Ailly ou d’Ally », dans Analecta juris pontificii, 1876, col. 897-915.
- Bernard Guenée, Entre l’Église et l’État : quatre vies de prélats français de la fin du Moyen Âge, Paris, 1987, p. 125-299, 442-447 (bibliographie) et 461-477 (notes).
- L. A. Kennedy, Peter of Ailly and the harvest of fourteenth-century philosophy, Lewiston, Mellen Press, 1986.
- Bernhard Meller: Studien zur Erkenntnislehre des Peter von Ailly. Beigefügt: Aillys Traktat De materia concilii generalis. Freiburg: Herder, 1954. (Freiburger theologische Studien; 67)
- F. Oakley, The political thought of Pierre d’Ailly : the voluntarist tradition, New Haven / Londres, 1964 (Yale historical publications, Miscellany, 81).
- Gilbert Ouy, « Pierre d’Ailly », dans Dictionnaire des lettres françaises : le Moyen Âge, dir. G. Grente, nouv. éd., dir. G. Hasenohr et M. Zink, Paris, 1992 (Encyclopédies d’aujourd’hui), p. 1155-1158.
- Gilbert Ouy: Le recueil epistolaire autographe de Pierre d’Ailly et les notes d'Italie de Jean de Montreuil, Cambrai 940, Vat. Reg. Lat. 689A, Vat. Reg. Lat. 1653. Amsterdam 1966 (= (Umbrae codicum occidentalium; 9)
- Pierre d’Ailly, évêque de Cambrai (1351-1420), et l’image du monde au XVe siècle [Exposition, Cambrai, médiathèque municipale, 1992-1993], Cambrai, 1992.
- Olaf Pluta (éd.), Die philosophische Psychologie des Peter von Ailly: ein Beitrag zur Geschichte der Philosophie des späten Mittelalters. (=Tractatus de anima). Amsterdam: Grüner 1987. (Bochumer Studien zur Philosophie; Bd. 6)  (ISBN 90-6032-275-4)
- L. Salembier, « Bibliographie des œuvres du cardinal Pierre d’Ailly, évêque de Cambrai (1350-1420) », dans Le bibliographe moderne, 1908, p. 160-170.
- L. Salembier, Le cardinal Pierre d’Ailly, chancelier de l’université de Paris, évêque du Puy et de Cambrai (1350-1420), Tourcoing, 1932.
- L. Salembier, Petrus de Alliaco, Lille, 1886 (thèse de doctorat présentée à faculté de théologie de l’Université de Lille).
- L. Salembier, Un évêque de Cambrai et la découverte de l’Amérique, Lille, 1892.
- Laura Ackerman Smoller, History, Prophecy, and the Stars – The Christian Astrology of Pierre d'Ailly, 1350-1420, Princeton, NJ, 1994  (ISBN 0-691-08788-1).
- P. Tschackert, Peter von Ailli (Petrus de Alliaco) : zur Geschichte des grossen abendländischen Schisma und der Reformconcilien von Pisa und Constanz, Gotha, 1877 ; réimpression, Amsterdam, 1968.
- Damien Vaisse, « Un traité d’astrologie écrit à Toul en 1414 : le Tractatus de concordantia theologie et astronomie de Pierre d’Ailly », Études touloises, no 95. Lire en ligne[PDF]
- Olivier de Solan, « La réforme du calendrier aux conciles de Constance et de Bâle », Paris, 2016 (avec l'édition critique et la traduction de l'Exhortatio super kalendarii correctione).
- Olivier Ribordy, « Mesures du temps et réforme du calendrier. Pierre d'Ailly face aux enjeux chronologiques », pp. 21-63, dans Le Temps des Astronomes – L'astronomie et le décompte du temps de Pierre d'Ailly à Newton, édité par Édouard Mehl et Nicolas Roudet, Les Belles Lettres, Paris, 2017.
- Olivier Ribordy, De l’homme à l’univers — Conceptions anthropologiques et image du monde selon Pierre d’Ailly (Scrinium Friburgense, volume 49), Reichert Verlag, Wiesbaden, 17 mars 2021, 436 p.
- Olivier Ribordy, « Fin du monde et fins dernières : diversité des horizons eschatologiques chez Pierre d'Ailly et Francisco Suárez », pp. 228-250, dans Histoire de la fin des temps — Les mutations du discours eschatologique : Moyen Âge, Renaissance, Temps modernes, sous la direction d'Édouard Mehl et de Christian Trottmann, Presses Universitaires de Strasbourg, 2022

#### Bases de données et dictionnaires
- Ressources relatives à la religion :   - Catholic Hierarchy
  - Cardinals of the Holy Roman Church
  - Dictionnaire de spiritualité
- Ressource relative à la littérature :   - Archives de littérature du Moyen Âge
- Ressource relative à l'astronomie :   - Biographical Encyclopedia of Astronomers
- Ressource relative aux beaux-arts :   - British Museum
- Notices dans des dictionnaires ou encyclopédies généralistes :   - Biographie vosgienne
  - Britannica
  - Brockhaus
  - Den Store Danske Encyklopædi
  - Deutsche Biographie
  - Enciclopedia De Agostini
  - Gran Enciclopèdia Catalana
  - Larousse
  - Nationalencyklopedin
  - Store norske leksikon
  - Treccani
  - Universalis
- Notices d'autorité :   - VIAF
  - ISNI
  - BnF (données)
  - IdRef
  - LCCN
  - GND
  - Italie
  - CiNii
  - Espagne
  - Belgique
  - Pays-Bas
  - Pologne
  - Israël
  - NUKAT
  - Catalogne
  - Suède
  - Vatican
  - Australie